# Skrajna Warzęchowa Turnia
Skrajna Warzęchowa Turnia (słow. Východná Skrincová veža, niem. Östlicher Kastenbergturm, węg. Keleti Szekrényestorony) – turnia o wysopkości 2381 m n.p.m., znajdująca się w masywie Warzęchowych Turni, które to znajdują się w Nowoleśnej Grani w słowackiej części Tatr Wysokich. Od Zadniej Warzęchowej Turni oddzielona jest Warzęchową Przełączką, a od Zadniej Nowoleśnej Turni oddziela ją siodło Usypistej Szczerbiny. Na wierzchołek Skrajnej Warzęchowej Turni nie prowadzi żaden znakowany szlak turystyczny, taternicy wchodzą na jej wierzchołek najczęściej przy przechodzeniu Nowoleśnej Grani.
Skrajna Warzęchowa Turnia zwana była niegdyś Wschodnią Warzęchową Turnią.

## Historia
Pierwsze wejścia turystyczne:
- Heinrich Behn, Ernst Dubke i Johann Franz (senior), 5 sierpnia 1906 r. – letnie
- Władysław Krygowski, 13 marca 1928 r. – zimowe.